# Bellona-Klasse (1760)
Die Bellona-Klasse war eine Klasse von fünf 74-Kanonen-Linienschiffen 3. Ranges der britischen Marine (Royal Navy), die von 1760 bis 1813 in Dienst stand.

## Allgemeines
Mit der Rückkehr von Lord Anson in das Amt des Ersten Lord der Admiralität erfolgte die Bestellung von neuen 74-Kanonen-Linienschiffen. Der überarbeitete Entwurf von Thomas Slade, nach dem fünf Schiffe gebaut wurden, wurde am 31. Januar 1758 genehmigt.

## Einheiten
| Name    | Bauwerft          | Bestellung        | Kiellegung     | Stapellauf       | Indienststellung  | Verbleib                                                                                       |
| ------- | ----------------- | ----------------- | -------------- | ---------------- | ----------------- | ---------------------------------------------------------------------------------------------- |
| Bellona | Chatham Dockyard  | 28. November 1757 | 10. Mai 1758   | 19. Februar 1760 | 6. April 1760     | Abgebrochen in Chatham im September 1814.                                                      |
| Dragon  | Deptford Dockyard | 28. November 1757 | 28. März 1758  | 4. März 1760     | 19. April 1760    | Am 1. Juni 1784 für 620 Pfund in Portsmouth verkauft.                                          |
| Superb  | Deptford Dockyard | 28. November 1757 | 12. April 1758 | 27. Oktober 1760 | 19. Dezember 1760 | Am 7. November 1763 in Tellicherry Toads (Bombay) leckgeschlagen und gesunken.                 |
| Kent    | Deptford Dockyard | 13. Dezember 1758 | 24. April 1759 | 26. März 1762    | 8. Juli 1762      | Im Juni 1784 in einen verkaufsfähigen Zustand versetzt und in Plymouth für 600 Pfund verkauft. |
| Defence | Plymouth Dockyard | 13. Dezember 1758 | 14. Mai 1759   | 31. März 1763    | 19. Oktober 1770  | Am 23. Dezember 1811 während eines Sturms vor Küste der Insel Laland zerstört.                 |

## Technische Beschreibung
Die Klasse war als Batterieschiff mit zwei durchgehenden Geschützdecks konzipiert und hatte eine Länge von 51 Metern (Geschützdeck), eine Breite von 14,2 Metern und einen Tiefgang von 6 Metern bei einer Verdrängung von 1.603 tons (bm). Sie waren Rahsegler mit drei Masten (Fockmast, Großmast und Kreuzmast). Der Rumpf schloss im Heckbereich mit einem Heckspiegel, in den Galerien integriert waren, die in die seitlich angebrachten Seitengalerien mündeten.
Die Besatzung hatte eine Stärke von 550 Mann. Die Bewaffnung der Klasse bestand aus 74 Kanonen.
|        | Unteres Batteriedeck | Oberes Batteriedeck | Backdeck      | Achterdeck     | Kanonen (Geschossgewicht) |
| ------ | -------------------- | ------------------- | ------------- | -------------- | ------------------------- |
| Design | 28 × 32-Pfünder      | 28 × 18-Pfünder     | 4 × 9-Pfünder | 14 × 9-Pfünder | 74 Kanonen (354,18 kg)    |

## Bemerkungen
1. ↑  Bei dieser Klassifizierung wurde diejenige nach Rif Winfield herangezogen, nach der zur Bellona-Klasse die Schiffe Bellona, Dragon, Superb, Kent und Defence gehören. Nach Lavery hingegen werden die Kent und Defence der Arrogant-Klasse zugeschlagen, die sich von der Bellona-Klasse durch einen leicht geänderten Spantenriss unterschied. Die Klassifizierung kann aus den historischen Dokumenten nicht mit absoluter Sicherheit abgeleitet werden und eröffnet hier die Möglichkeit zu Spekulationen und einer eigenen Meinungsbildung